# Salcia (Prahova)
Pour les articles homonymes, voir Salcia.
Salcia est une commune roumaine du județ de Prahova, dans la région historique de Valachie et dans la région de développement du Sud.

## Géographie
La commune de Salcia est située dans le nord-est du județ, à la limite avec le județ de Buzău, dans les collines subcarpathiques de Buzău, à 55 km au nord-est de Ploiești, le chef-lieu du județ.
La municipalité est composée du seul village de Salcia(population en 1992) :
- Salcia (1 452).

## Politique
Le Conseil Municipal de Salcia compte 9 sièges de conseillers municipaux. À l'issue des élections municipales de juin 2008, Dan Boștină (PD-L) a été élu maire de la commune.
| Parti                                                | Nombre de conseillers |
| ---------------------------------------------------- | --------------------- |
| Parti démocrate-libéral (PD-L)                       | 5                     |
| Parti social-démocrate (PSD)                         | 1                     |
| Parti national libéral (PNL)                         | 1                     |
| Parti populaire et de la Protection Sociale          | 1                     |
| Parti de la Nouvelle Génération - Chrétien-démocrate | 1                     |

## Religions
En 2002, la composition religieuse de la commune était la suivante :
- Chrétiens orthodoxes, 99,58 %.

## Démographie
En 2002, la commune comptait 1 218 Roumains, soit la totalité de la population.
| 1992  | 2002  | 2007  |
| ----- | ----- | ----- |
| 1 452 | 1 218 | 1 198 |

## Économie
L'économie de la commune repose sur l'agriculture.

## Communications

### Routes
La route régionale DJ234 mène vers Chiojdeanca au sud-ouest et Sângeru au sud-est.